# Peter Jacobson
Peter S. Jacobson (Chicago, Illinois, 1965. március 24. –) amerikai film- és sorozatszínész.

## Élete és pályafutása
Jacobson Chicagóban született a Jewish Chicago news  műsorvezetőjének, Walter Jacobsonnak fiaként. 1987-ben szerzett diplomát a Brown Egyetemen, majd 1991-ben a Juilliard Schoolon.
Jacobson visszatérő szereplőként játszott a Law & Order című sorozatban, ahol Randy Dworkin ügyvéd volt a szerepe. 2005-ben „Jimmy”-t játszotta  az Oscar-díjra jelölt Good Night, and Good Luck. című filmben.
Játszott még a Dokikban, a CSI: Miami helyszínelőkben, az Az elveszett szobában, a The Starter Wife-ban, a Transformersbenés az Éjféli etetésben is. Az utóbbi időben  a Doktor House c. sorozatban látható, ahol plasztikai sebészt alakít azzal a reménnyel, hogy House diagnosztikai csapatába tartozhat. 2007 októberében állandó szereplője lett a sorozatnak.
A USA Network csatorna egyik adásában, a Royal Painsben vendégszereplőként játszott 2009. július 30-án. Jacobson Alan szerepét játszotta, aki Rachel (Brooklyn Decker) férje volt.
Részt vett még Tony Scott 2005-ös filmjében, a Dominóban, melyben cameo-szerepe volt.

## Filmográfia

### Film
| Év   | Magyar cím                      | Eredeti cím                     | Szerep               | Magyar hangja    |
| ---- | ------------------------------- | ------------------------------- | -------------------- | ---------------- |
| 1994 | Sorsjegyesek                    | It Could Happen to You          | tévériporter         |                  |
| 1995 | Jeffrey - Valami más            | Jeffrey                         | férfi #1             |                  |
| 1996 |                                 | Ed's Next Move                  | kávézó tulajdonos    |                  |
| 1997 | Intim részek                    | Private Parts                   | ügyvéd               | Pálfai Péter     |
| 1997 |                                 | Commandments                    | bankár               |                  |
| 1997 | Összeesküvés-elmélet            | Conspiracy Theory               | felügyeleti operátor |                  |
| 1997 | Agyament Harry                  | Deconstructing Harry            | Goldberg             |                  |
| 1997 | Lesz ez még így se!             | As Good as Good as It Gets      | férfi az asztalnál   |                  |
| 1998 | Drágább a gyöngyöknél           | A Price Above Rubies            | Schnuel              |                  |
| 1998 | Szép remények                   | Great Expectations              | telefonáló férfi     | Bicskey Lukács   |
| 1998 | Zavaros vizeken                 | A Civil Action                  | Neil Jacobs          |                  |
| 1999 |                                 | Hit and Runway                  | Elliot Springer      |                  |
| 1999 | Broadway 39. utca               | Cradle Will Rock                | Silvano              |                  |
| 2000 | Vinnie és az álmodozók          | Looking for an Echo             | Marty Pearlstein     |                  |
| 2001 | A botcsinálta rendező           | Pipe Dream                      | Arnie Hufflitz       |                  |
| 2001 | Jobbulást, Bobby!               | Get Well Soon                   | Nathan               |                  |
| 2001 |                                 | Roomates                        | Eric                 |                  |
| 2002 | Showtime – Végtelen és képtelen | Showtime                        | Brad Slocum          | Galbenisz Tomasz |
| 2005 | Good Night, and Good Luck       | Good Night, and Good Luck.      | Jimmy                | Kapácsy Miklós   |
| 2005 | Domino                          | Domino                          | Burke Beckett        | Balázsi Gyula    |
| 2006 | Hétvégi esküvő                  | Shut Up and Sing                | Ad Exec              |                  |
| 2006 | Anyám nyakán                    | Failure to Launch               | hajógyári munkás     | Magyar Attila    |
| 2007 |                                 | The Memory Thief                | Mr. Freeman          |                  |
| 2007 | Bíbor violák                    | Purple Violets                  | Monroe               |                  |
| 2007 | Transformers                    | Transformers                    | Mr. Hosney           | Gardi Tamás      |
| 2008 | Minden azzal kezdődött          | What Just Happened              | Cal                  | Kapácsy Miklós   |
| 2008 | Éjféli etetés                   | The Midnight Meat Train         | Otto                 | Kapácsy Miklós   |
| 2011 | Verdák 2.                       | Cars 2                          | DeFecto (hangja)     | Vida Péter       |
| 2011 |                                 | And They're Off                 | Sebastian McKay      |                  |
| 2013 | Az elnök végveszélyben          | White House Down                | Wallace              | Háda János       |
| 2013 |                                 | Brightest Star                  | Dr. Lambert          |                  |
| 2014 | Működik a kémia                 | Better Living Through Chemistry | Dr. Roth             | Takátsy Péter    |
| 2016 |                                 | Catfight                        | Carl                 |                  |
| 2019 |                                 | Before You Know It              | Michael              |                  |
| 2019 |                                 | Limbo                           | Belial               |                  |
| 2019 | Az Aranypinty                   | The Goldfinch                   | Mr. Silver           | Vida Péter       |
| 2021 |                                 | Violet                          | Roger Vale           |                  |
| 2024 | Vigyél a holdra                 | Fly Me to the Moon              | Chuck Meadows        | Háda János       |
| 2024 | Mosolyogj 2.                    | Smile 2                         | Morris               | Háda János       |
| TBA  |                                 | Welcome to the Fishbowl         | Myron                |                  |
| TBA  |                                 | Dark Highway                    | bohóc                |                  |
| TBA  |                                 | Handle with Care                | Mr. Gambardi         |                  |

### Televíziós sorozatok
| Év        | Magyar cím                               | Eredeti cím                       | Szerep                      | Megjegyzések                             |
| --------- | ---------------------------------------- | --------------------------------- | --------------------------- | ---------------------------------------- |
| 1993      | New York rendőrei                        | NYPD Blue                         | riporter #1                 | 1 epizód                                 |
| 1994      | Esküdt ellenségek                        | Law & Order                       | Dr. Karl Styne              | 1 epizód                                 |
| 1997      |                                          | Cosby                             | Richard                     | 1 epizód                                 |
| 1997      | Oz                                       | Oz                                | Carlton Auerback            | 1 epizód                                 |
| 1997      | Kerge város                              | Spin City                         | Greg                        | 1 epizód                                 |
| 1999      |                                          | All My Children                   | Monty                       | 1 epizód                                 |
| 2000      |                                          | Talk to Me                        | Sandy                       | 3 epizód                                 |
| 2000      |                                          | Gideon's Crossing                 | Josh Steinman               | 1 epizód                                 |
| 2000-2001 | Pénz, pénz, pénz                         | Bull                              | Josh Kaplan                 | 6 epizód                                 |
| 2001      | Will és Grace                            | Will & Grace                      | Paul Budnik                 | 1 epizód                                 |
| 2001      | Baseball-barátok                         | 61*                               | Artie Green                 | tévéfilm; magyar hangja: Kassai Károly   |
| 2001      | Harmadik műszak                          | Third Watch                       | Hall nyomozó                | 1 epizód                                 |
| 2002      | Háború a háborúról                       | Path to War                       | Adam Yarmolinsky            | tévéfilm; magyar hangja: Koncz István    |
| 2003      |                                          | A.U.S.A.                          | Geoffrey Laurence           | 8 epizód                                 |
| 2003      | Ed                                       | Ed                                | Jeff Foster                 | 1 epizód                                 |
| 2004      | Vészhelyzet                              | ER                                | Susan zaklatója             | 1 epizód                                 |
| 2004      | Vallatás                                 | Strip Search                      | John Scanlon                | tévéfilm                                 |
| 2004      |                                          | Method & Red                      | Bill Blaford                | 13 epizód                                |
| 2005      |                                          | Hope & Faith                      | Aaron Melville              | 2 epizód                                 |
| 2005      | Miami helyszínelők                       | CSI: Miami                        | George Hammett              | 1 epizód                                 |
| 2006      | Dokik                                    | Scrubs                            | Mr. Foster                  | 1 epizód                                 |
| 2006      | Majomszeretet                            | Love Monkey                       | Stan                        | 1 epizód                                 |
| 2006      | Gyilkos elmék                            | Criminal Minds                    | Michael Ryer                | 1 epizód                                 |
| 2003-2006 | Esküdt ellenségek                        | Law & Order                       | Randolph J. 'Randy' Dworkin | 3 epizód                                 |
| 2006      | A törvény jogán                          | In Justice                        | Jake Weisman                | 5 epizód                                 |
| 2006      | A törvény jogán                          | In Justice                        | Yarmulke Jake               | 5 epizód                                 |
| 2006      | Törtetők                                 | Entourage                         | Queens Boulevard Executive  | 1 epizód                                 |
| 2006      | Az elveszett szoba                       | The Lost Room                     | Wally Jabrowski             | minisorozat; 3 epizód                    |
| 2007      | Álomgyári feleség                        | The Starter Wife                  | Kenny Kagan                 | minisorozat; 6 epizód                    |
| 2009-2010 | Luxusdoki                                | Royal Pains                       | Alan Ryder                  | 3 epizód                                 |
| 2010      |                                          | Svetlana                          | Derek                       | 1 epizód                                 |
| 2011      | A férjem védelmében                      | The Good Wife                     | Michael Kahane              | 1 epizód                                 |
| 2007-2012 | Doktor House                             | House                             | Dr. Chris Taub              | 98 epizód                                |
| 2012      | Esküdt ellenségek: Különleges ügyosztály | Law & Order: Special Victims Unit | Bart Ganzel                 | 3 epizód                                 |
| 2013      | Észlelés                                 | Perception                        | Dr. Poole                   | 1 epizód                                 |
| 2013      | Felhőtlen Philadelphia                   | It's Always Sunny in Philadelphia | Rotenberg                   | 1 epizód                                 |
| 2014      |                                          | Rake                              | Max Fawcett                 | 1 epizód                                 |
| 2014      | Laura rejtélyei                          | The Mysteries of Laura            | Russell                     | 1 epizód                                 |
| 2014      |                                          | HR                                | Moss Lieber                 | tévéfilm                                 |
| 2015      | Bűnös Chicago                            | Chicago P.D.                      | Mr. Friedman                | 1 epizód                                 |
| 2015      | Battle Creek - Zsarupáros                | Battle Creek                      | Darrel Hardy                | 1 epizód                                 |
| 2013-2015 | Ray Donovan                              | Ray Donovan                       | Lee Drexler                 | 10 epizód                                |
| 2016      |                                          | Madam Secretary                   | Ted Rhodes                  | 1 epizód                                 |
| 2017      |                                          | Adaptatsiya                       | Doyle Branson               | 2 epizód                                 |
| 2017      | Géniusz                                  | Genius                            | Chaim Weizmann              | 1 epizód                                 |
| 2017      |                                          | Bull                              | Garret Tilden               | 1 epizód                                 |
| 2017-2018 | Esküdt ellenségek: Különleges ügyosztály | Law & Order: Special Victims Unit | Randolph J. 'Randy' Dworkin | 2 epizód                                 |
| 2018      | Paterno - Eltemetett bűnök               | Paterno                           | David Newhouse              | tévéfilm; magyar hangja: Kapácsy Miklós  |
| 2016-2018 | Foglalkozásuk: amerikai                  | The Americans                     | Wolfe ügynök                | 12 epizód                                |
| 2016-2018 | Kolónia                                  | Colony                            | Alan Snyder                 | 36 epizód; magyar hangja: Kapácsy Miklós |
| 2019      | Milliárdok nyomában                      | Billions                          | Shelby Vivian               | 1 epizód                                 |
| 2018-2019 | NCIS: Los Angeles                        | NCIS: Los Angeles                 | John Rogers                 | 10 epizód                                |
| 2022      |                                          | WeCrashed                         | Bob Paltrow                 | 2 epizód                                 |
| 2022      |                                          | Bull                              | Bryan Vincent               | 1 epizód                                 |
| 2019-2022 | Fear the Walking Dead                    | Fear the Walking Dead             | Jacob Kessner rabbi         | 11 epizód                                |
| 2022      |                                          | A Cozy Christmas Inn              | Martin                      | tévéfilm                                 |
| 2022      | New Amsterdam                            | New Amsterdam                     | Bob Levin                   | 1 epizód                                 |
| 2022      | Karácsonyi őrület                        | Haul Out the Holly                | Albert                      | tévéfilm                                 |
| 2023      | Ahsoka                                   | Ahsoka                            | Myn Weaver                  | 1 epizód                                 |
| 2023      | Karácsonyi őrület: Fényeket fel!         | Haul Out the Holly: Lit Up        | Albert                      | tévéfilm                                 |
| 2024      | Doktor Murphy                            | The Good Doctor                   | Sal Zacharia                | 1 epizód                                 |
| 2024      | Lányok a buszon                          | The Girls on the Bus              | Benji Newman                | 4 epizód                                 |
| 2025      | FBI: New York különleges ügynökei        | FBI                               | Jeff Mills                  | 1 epizód                                 |
| 2025      | Megkerültek                              | Found                             | Jacob Lieb                  | 1 epizód                                 |

## Fordítás
- Ez a szócikk részben vagy egészben  a   Peter Jacobson című angol nyelvű Wikipédia-szócikk fordításán alapul.  Az eredeti cikk szerkesztőit annak laptörténete sorolja fel. Ez a jelzés csupán a megfogalmazás eredetét és a szerzői jogokat jelzi, nem szolgál a cikkben szereplő információk forrásmegjelöléseként.